# (2805) Kalle
(2805) Kalle (1941 UM) – planetoida z pasa głównego asteroid okrążająca Słońce w ciągu 4,43 lat w średniej odległości 2,7 j.a. Odkryta 15 października 1941 roku.